# Лепеница (Рогатица)
Лепеница је насељено мјесто у општини Рогатица, Република Српска, БиХ. Према попису становништва из 2013. у насељу је живио 51 становник.

## Становништво
| Демографија | Демографија | Демографија |
| Година      | Становника  | Становника  |
| ----------- | ----------- | ----------- |
| 1971.       | 103         |             |
| 1981.       | 110         |             |
| 1991.       | 140         |             |
| 2013.       | 51          |             |